# Ali Vâsıb Osmanoğlu
Ali Vâsib Osmanoğlu, (13 de octubre de 1903 - 9 de diciembre de 1983). Fue la 41 ª cabeza de la dinastía osmanlí.
Él nació en el Palacio de Çırağan, en Estambul, como el hijo de Ahmed IV Nihad (hijo de Murad V, 33.ª cabeza de la dinastía otomana) y Safiru Hanım Efendi. El Príncipe Ali Vâsib se casó con la Princesa Emine Mükbile Osmanoglu (1911-1995) en 1931 en Niza, Francia. Tuvieron un hijo, el Príncipe Osman Selahaddin (nacido en 1940).
Murió en Alejandría y fue enterrado después mausoleo del Sultan de Resad en Eyup en 2007.
| Predecesor: Mehmed Abd-ul-Aziz II | 41.° Jefe de la Dinastía Osmanlí 19 de enero de 1977-9 de diciembre de 1983 | Sucesor: Mehmed VII Orhan |

- Datos: Q2667099